# Ладлоу, Фитц Хью
Фитц Хью Ладлоу (англ. Fitz Hugh Ludlow; 11 сентября 1836 — 12 сентября 1870) — американский писатель, журналист; наркоман, автор книги «Гашишеед» («The Hasheesh Eater», 1857), в которой описан его собственный двухлетний опыт употребления гашиша.

## Биография
По словам Ладлоу, он познакомился с гашишем в 16 лет благодаря своему другу-аптекарю. В сущности, объектом экспериментов был не сам гашиш, а его аптечная настойка, однако Ладлоу не усматривает между ними особой разницы. Гашиш описывается им как мощный психоделик, вызывающий мистические галлюцинации, пересказу которых посвящена большая часть книги.
Трудно сказать, откуда возникли эти фантазии. Возможно, в состав настойки входил атропин; но гораздо более вероятно, что Ладлоу просто поддался влиянию старших коллег, описывавших гашиш как галлюциноген. В частности, он не скрывал своего знакомства с отчетом Бейарда Тейлора и особенно настойчиво апеллировал к примеру Т. де Квинси, который тоже пересказывал свои галлюцинации, хотя употреблял не гашиш, а настойку опия. «Если дальнейшие страницы кто-нибудь прочтет, то это будут те, кто любит де Квинси», писал Ладлоу в предисловии к своей книге. Его эксперимент с гашишем, длившийся два года, был вдохновлен текстами этого автора, и нет ничего удивительного в том, что он привел к похожим результатам. Под конец книги Ладлоу приобретает зависимость от гашиша, с большими трудностями прекращает его употребление и обращается к писательству, утверждая, что эксперимент был необходим для исследования позитивных и негативных сторон наркотика.
После выхода «Гашишееда» Ладлоу писал только журнальные статьи, сюжеты которых в большинстве случаев были связаны с опиумом. Очевидно, увлечение этим препаратом послужило одной из причин его ранней смерти.